# Château de Nointel (Oise)
Pour les articles homonymes, voir Château de Nointel (Val-d'Oise).
Le château de Nointel est un édifice situé à Nointel dans l'Oise.

## Histoire
Le château est construit de 1904 à 1910. C'est le quatrième construit à cet emplacement, les deux précédents ayant brûlé pendant des guerres. 
Le propriétaire, depuis 1986 est le chanteur compositeur et auteur français Renaud Siry, qui a ouvert en 1986 le musée de l'Auto Miniature dans ce château, inauguré par Jean-Pierre Beltoise. Plus de 5 000 voitures de collection y sont rassemblées.
Le parc est repéré par le pré-inventaire des jardins remarquables.
Historiquement parlant, le château de Nointel de l'Oise a connu plusieurs constructions et propriétaires, sur le même site:
1218: Jean de Nointel fait construire le premier château portant son nom. Il s'agit d'une forteresse à tourelles.
1358: la forteresse sera démantelée, au cours de la guerre de Cent Ans, lors d'une jacquerie. Dans le même temps, des souterrains, avec de nombreuses salles voutées sont édifiés, qui mènent à l'abbaye Saint-Antoine de Catenoy et à d'autres lieux fortifiés.
1454: Marie de Riencourt fait édifier un château fort, qui relèvera le fief. C'est Guy de Nesles qui lui succédera, avec sa famille.
1610. Construction d'un nouveau château, par François Ollier. Le seigneur de Nointel donne, comme c'est alors la coutume, son nom au château. Il est situé dans l'Oise et non dans le Val-d'Oise, comme le croient certains, par erreur. Son fils Édouard reçoit à plusieurs reprises, au château de Nointel, devenu le Marquisat de Nointel le Roi Louis XIII. Le château dont on dit qu'il est somptueux est construit en pierres et briques, dans le goût du XVIIe siècle, au milieu de grands jardins dessinés par Le Nôtre. La cour du Roi y a ses habitudes.
1671: Charles-François Ollier vend le château à Louis Béchameil, surintendant du roi Louis XIV. En 1708, dans le Mercure, Béchameil est cité comme ayant été "Secretaire du Conseil, Surintendant de la maison de feuë S.A.R. Monsieur". André Le Nôtre est certainement à l'origine de la monumentale composition des deux boulingrins, au nord du château. Ce dispositif grandiose porte sa marque. Avec assez peu de frais et d'aménagement tout cet espace a été symétrisé de manière magistrale, offrant un parterre d'une grandeur digne des maisons royales. 
La sauce béchamel qui porte aujourd’hui son nom fut, en fait, le résultat du perfectionnement d’une sauce plus ancienne à base de crème inventée par François Pierre de La Varenne, cuisinier du marquis d’Uxelles, qui la lui dédia, comme le faisaient souvent les cuisiniers pour la noblesse de l’époque.
Il acquiert en 1691, le Marquisat de Nointel et devient ainsi le Marquis de Béchameil. 
Décédé à Paris le 4 mai 1703, il est inhumé dans l'église paroissiale de Nointel le 9 mai 1703 devant l'autel de la chapelle de la Vierge. La famille de Béchameil demeurera dans l'Oise jusqu'en 1718. 
Le plan général des jardins nous est connu notamment grâce à une gravure conservée à la BNF. Elle est datée d'août 1775. Quelques modifications ont eu lieu depuis le temps de Béchameil, au tout début du XVIIIe siècle, mais dans l'ensemble, ce document nous offre le  plan des jardins au temps du ministre.
1787: les terres de Nointel sont cédées au prince de Condé, qui les achète pour son fils Louis-Henri-Joseph, duc de Bourbon. Il ne cessera d'embellir le domaine. C'est probablement à cette époque qu'ont été réalisées deux rares gravures du domaine, à la toute fin du XVIIIe siècle ou au début du XIXe.

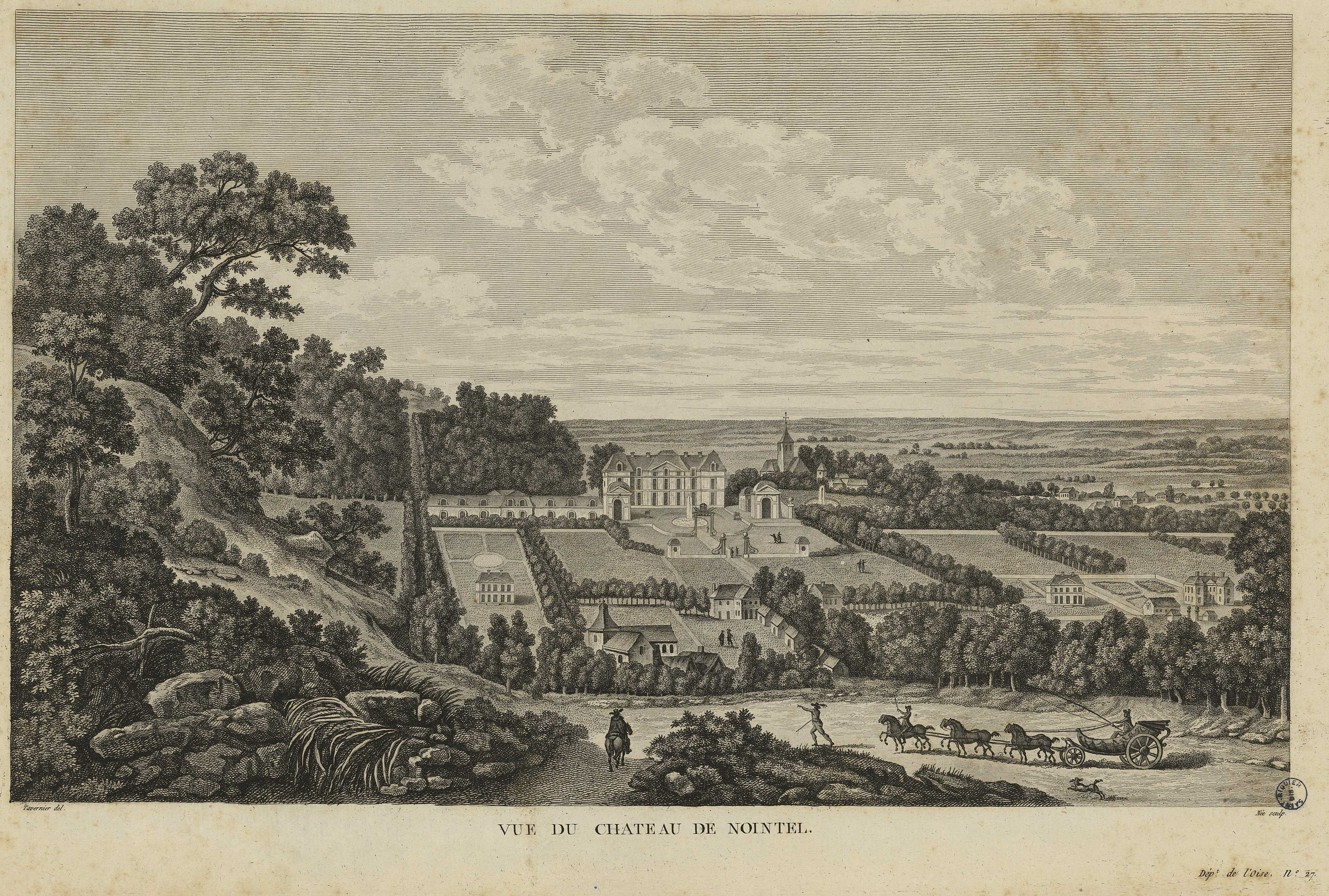
Vue du château de Nointel (Oise), du côté de l'entrée, par Tavernier, fin XVIIIe siècle.
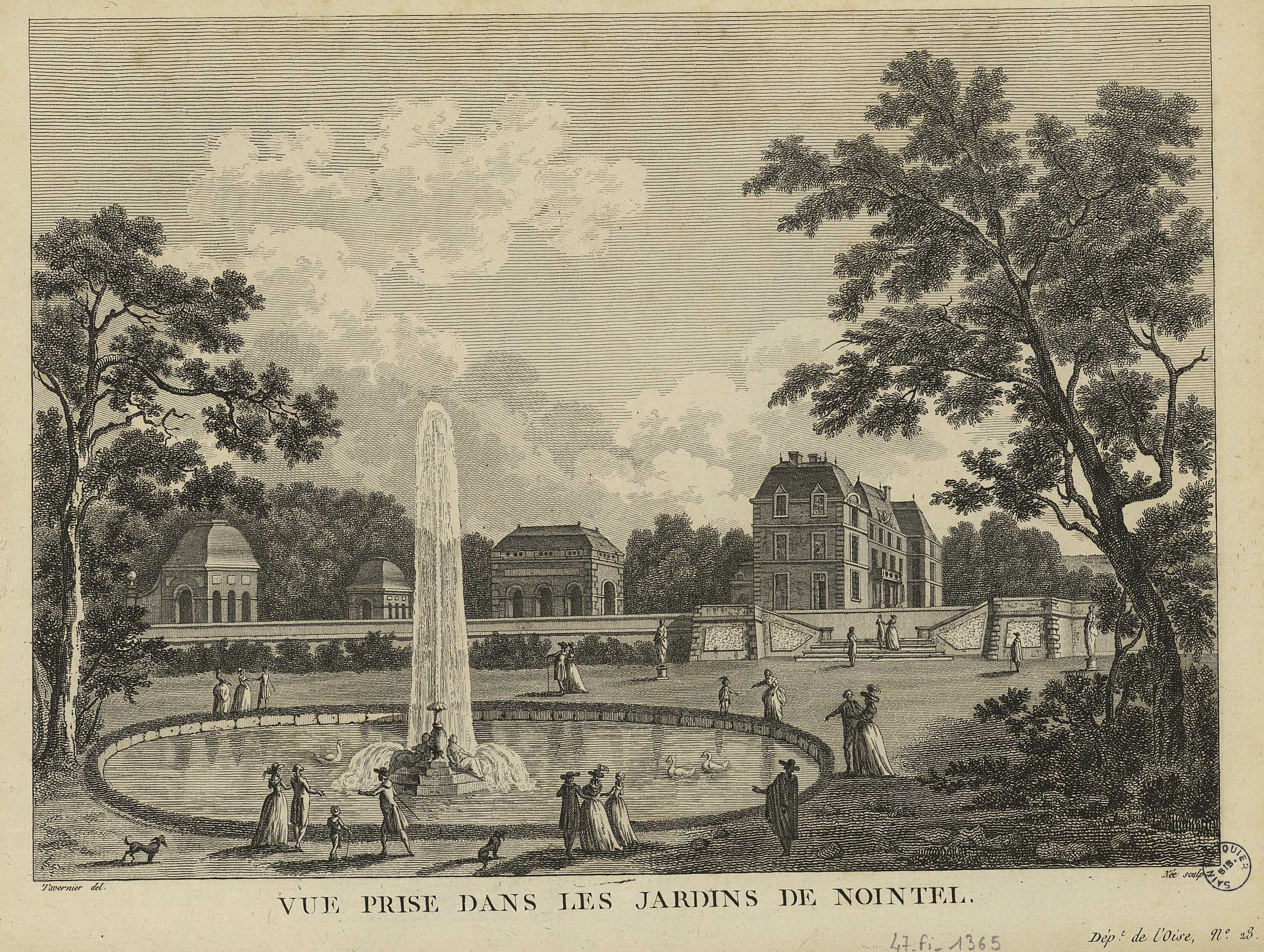
Vue prise dans les jardins du château de Nointel (Oise), bassin des boulingrins, par Tavernier, fin XVIIIe siècle.

1792: à cause de la Révolution, Les biens du duc de Bourbon sont séquestrés et placés sous la garde de la Nation.
1793: le mobilier est vendu et le château devient une "maison de détention temporaire". Les souterrains, notamment, verront se succéder des prisonniers de la Révolution, dont Éloy Fouquier, procureur du Roi. (Famille Fouquier-Tinville). le Marquis de Siry -famille de l'actuel propriétaire-, sa femme et ses cinq filles, les comtes de Guyon de Montlivault -eux aussi, directement apparentés aux Siry-, etc.
À noter que les ouvrages historiques font état de la "douceur" de la détention à Nointel, du fait de la gentillesse des gens de la Commune, qui, au cours de l'histoire, n'ont jamais été des violents...
1798: Les terres du château sont vendues à Simon de Sienne.
1801/1810: Démolition du château. Le savant physicien Jean-Baptiste Biot, maire de Nointel, ayant acquis la propriété a habité les dépendances, constituées notamment d'une maison bourgeoise.
Né à Paris, en 1774 et décédé en 1862, J.B Biot est entré à l'Académie des Sciences en 1803 et à l'Académie française en 1856. Il a été le premier à reconnaître l'origine céleste des météorites en 1803, a effectué en 1806 avec Arago, les premières mesures précises sur la densité des gaz et en 1815, il découvre le pouvoir rotatoire de certains liquides et crée le "saccharimètre".
Il est aussi à l'origine des recherches sur la propagation du son et de la lumière et de l'électromagnétisme, en 1820.
1904: Naissance du 4e château de Nointel -l'actuel-.
Terminé en 1910, il doit sa re-naissance à la comtesse Aubernon de Neville -parfois orthographiée "Nerville", qui tenait un salon littéraire à Paris. Ayant acheté le domaine et les ruines du château, elle charge son fils, de faire procéder à sa reconstruction.
Par rapport à l'édifice précédent, le nouveau est orienté Sud/Nord, pour ses façades principales, alors qu'il était orienté Est/Ouest, précédemment. Cependant, l'esprit de ses façades ouvragées en pierres et briques, dans le goût du XVIIe siècle a été conservé. Basé sur un rez-de chaussée et 2 étages, il arbore quatre tours élancées et compte 111 fenêtres.
Nanti d'une galerie d'entrée de 18 m de long, il compte 3 portes d'accès et 3 terrasses. Des anciens jardins subsiste le bassin d'agrément et son ange en pierre, alimenté par la source située dans le bois des Cotes, où, jadis, Jules César avait établi son campement.
1940: le château est vendu à Monsieur Gaston Roy, Administrateur de maison de détail, tandis que Diane Aubernon de Neville, fille cadette de la comtesse à l'origine de la reconstruction, victime d'un "coureur de dot" qui disparut le soir de leur mariage, finit sa vie, ruinée par la mauvaise gestion de ses chevaux de course et se trouve contrainte de disperser ses meubles aux enchères et de céder son château.
1973: Monsieur Guy Joubert, mécanicien navigant à l'aéroport de Roissy Charles de Gaulle rachète Nointel. Il restaure en partie le château, mais morcelle une grande partie du parc, créant ainsi un lotissement non loin de la propriété. Il revendra le château en 1986, contraint par son divorce.
1986: Renaud Siry acquiert le château, avec l'appui financier de sa mère, Giselle Thévenet Siry. Il entreprend d'importants travaux, notamment au deuxième étage, qu'il viabilise entièrement.
Partageant sa vie entre Nointel et Paris -où ses activités artistiques l'appellent régulièrement-, il ouvrira les portes de Nointel au public, dès 1986, créant le 1er Musée de l'Auto Miniature en France.
Il organisera à Nointel, quelques grands rassemblements de collectionneurs de voitures anciennes, dont, notamment, les "DS Trophy" et, en 2015, pour fêter les 60 ans de la DS, le "DS Day".
En 2013, en hommage à sa mère, disparue en septembre 2010, il créera une petite chapelle, dans l'une des quatre tours d'angle.
La chapelle Sainte-Giselle-Sainte-Rita sera consacrée par une bénédiction, en présence du prêtre de la paroisse, de la famille restreinte et de quelques voisins.

## Restitution 3D du château de Nointel, fin XVIIe

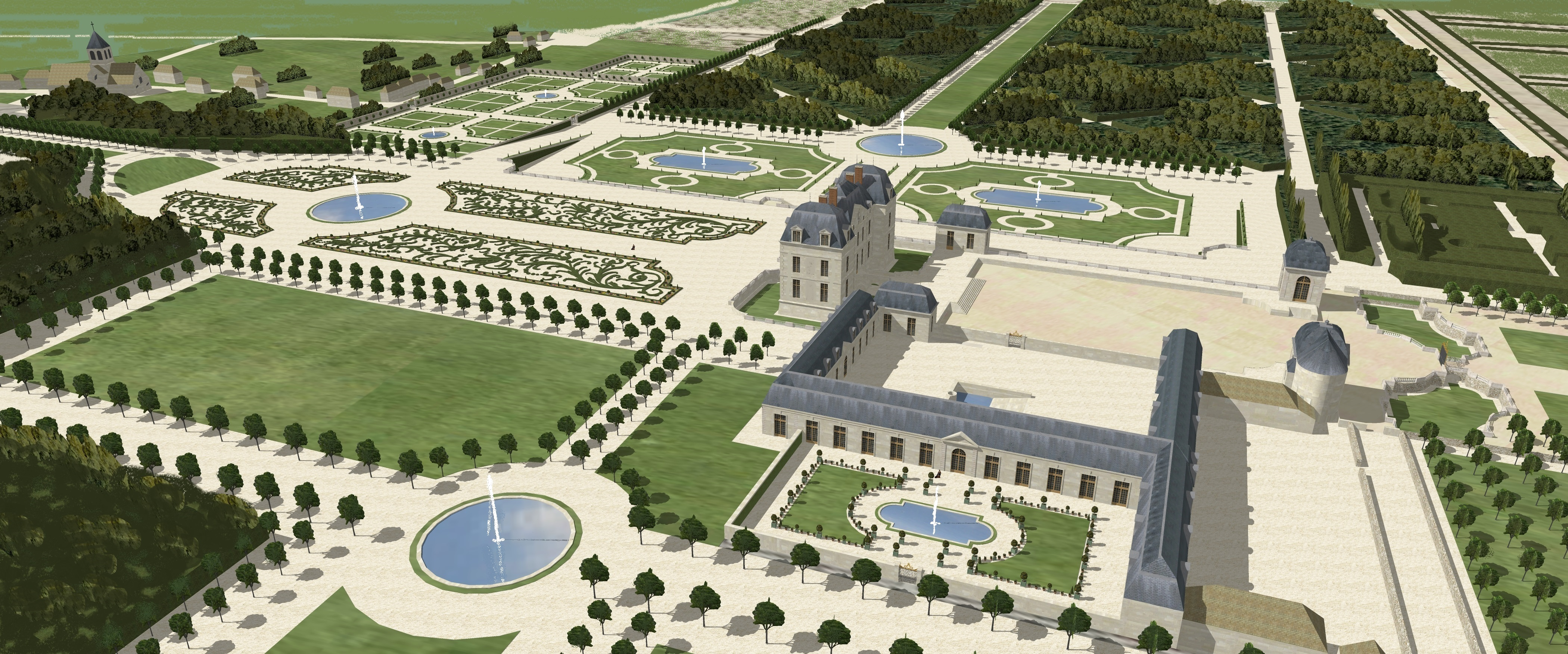
Restitution 3D en vue cavalière depuis le sud du château de Nointel (Oise), fin XVIIe siècle

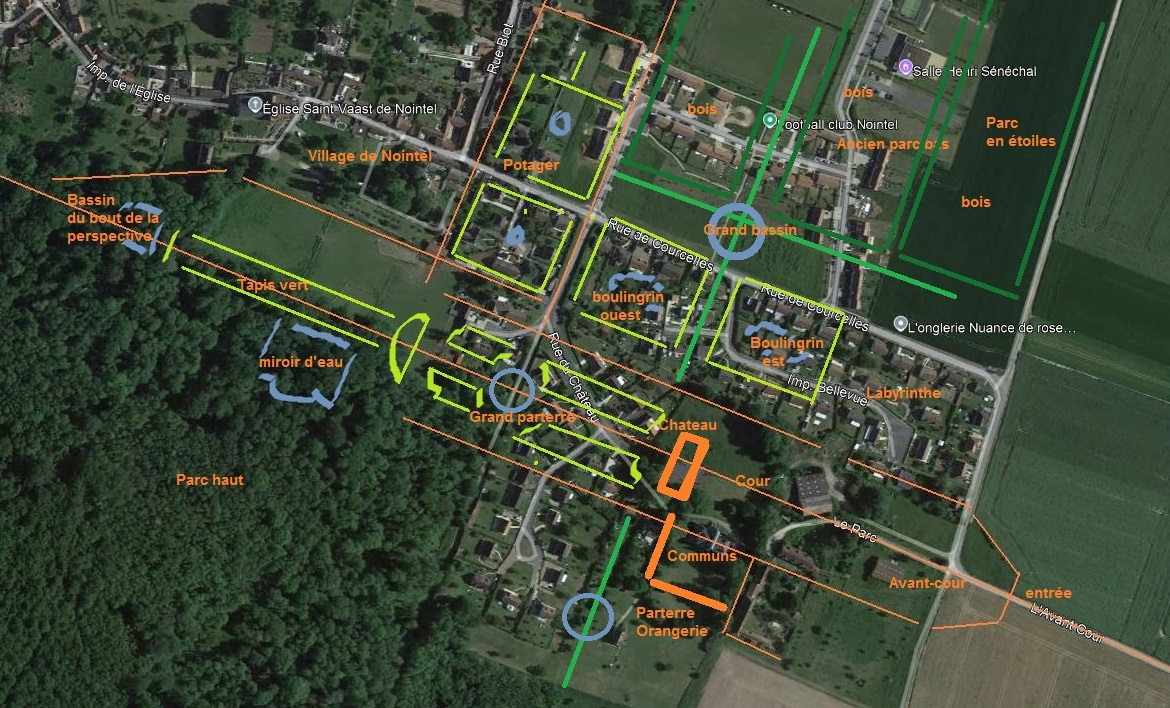
Schéma explicatif de la localisation de l'ancien chateau et des jardins de Nointel (Oise) à Louis Béchameil

Les jardins du château de Nointel étaient assez spectaculaires au Grand Siècle. Béchameil avait bon goût, il embellissait Saint-Cloud pour Monsieur, il s'est également attaché à embellir les jardins de Nointel (Oise) à son profit.
Le château n'était pas grand, mais de nombreux pavillons augmentaient les espaces de logements. De plus, on peut penser que l'intendant remodela totalement les communs du château, pour en abriter des annexes : sur l'aile proche du château, on peut supposer qu'elle servait d'appartements directement liés à la vie du château pour le maître. De là on accédait de manière perpendiculaire à l'immense Orangerie, totalement cachée aux regards depuis l'entrée. Les baies donnaient en effet au sud. Son parterre était assez petit, encaissé dans un rectangle, mais les orangers et pots divers suffisaient à égayer ce lieu, autour d'un bassin rectangle, aux deux extrémités semi-circulaires. D'ailleurs, cet espace plutôt restreint du parterre de l'Orangerie permettait d'obtenir un lieu contrasté, d'une taille modeste, retiré, à l'opposé des grandes compositions voisines, savoir le grand parterre et les boulingrins.
Le parterre situé face au château était monumental, une fontaine prenait place au centre, et un autre petit parterre se poursuivait derrière jusqu'à une petite butte, à laquelle on accédait par un demi-cercle de pelouse. De là, la vue sur le château, les communs et le parterre était époustouflante. Non loin, un bassin dit probablement le "miroir d'eau" reflétait la campagne environnante. Au nord du château, situé sur une fort longue terrasse, étaient aménagés deux boulingrins, avec au centre de chacun d'eux une fontaine. Ces boulingrins étaient similaires à ceux des jardins bas du château de Saint-Cloud. Quant au décor des pelouses des boulingrins, ils devaient être dans l'esprit du grand parterre du château de Chantilly. Cette composition était digne des maisons royales, et copiait Versailles.
Tout Nointel était aménagé avec goût, faste, mais sans prétention, en respectant la topographie et la Nature.
Enfin, il faut noter le rôle de l'église Saint-Vaast de Nointel, dans la vision depuis les jardins du château. En effet, en général, les bâtiments religieux sont plutôt volontairement cachés aux regards dans la mesure du possible dans les jardins réguliers français du Grand Siècle. Ici à Nointel, tout au contraire, l'église du village - où Béchameil souhaitera se faire inhumer - est toujours mise en valeur. Par exemple, on la voit fort bien depuis le premier étage du château, de même, depuis la rampe est qui mène aux boulingrins. Est-ce une volonté de Béchameil ? Etait-il un homme pieux ? En tous cas, l'église Saint-Vaast de Nointel jouait un rôle non négligeable dans les vues depuis le jardin. 

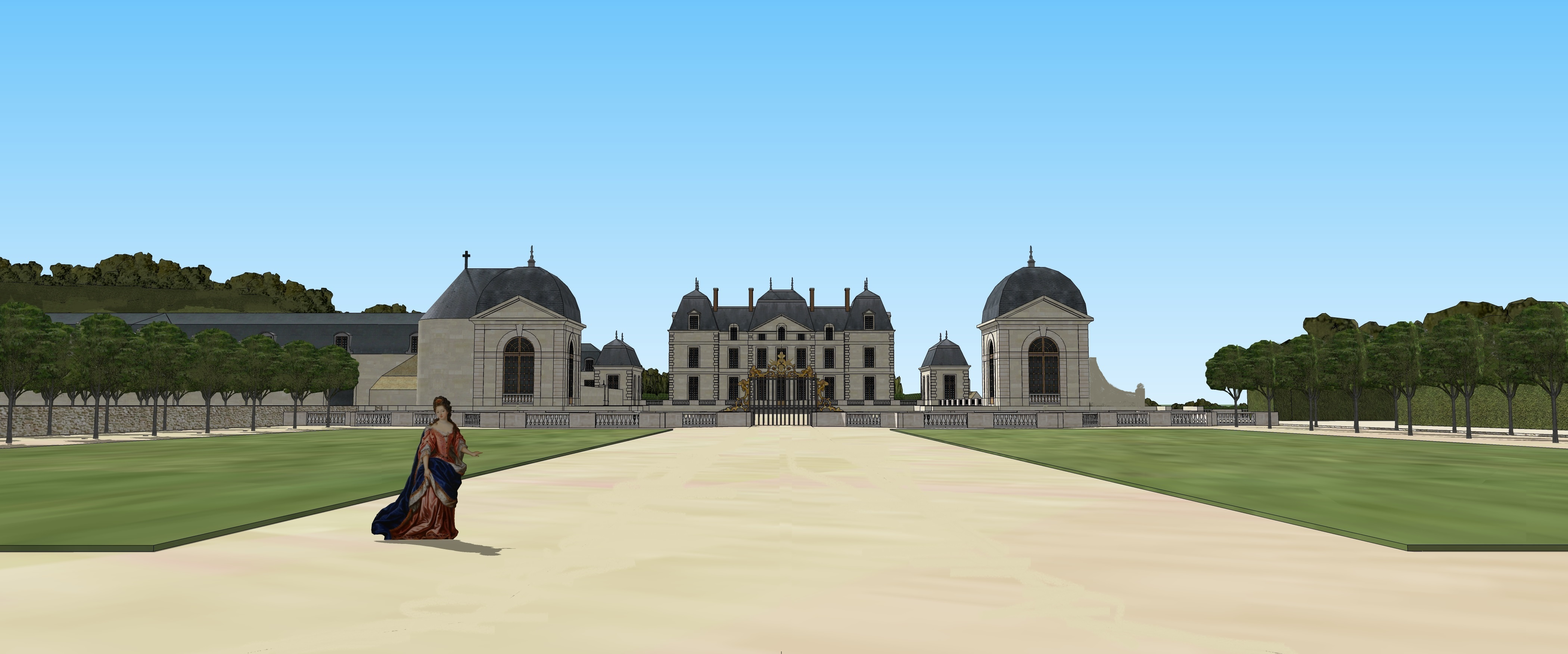
Restitution de l'entrée du château de Nointel (Oise), fin du XVIIe siècle
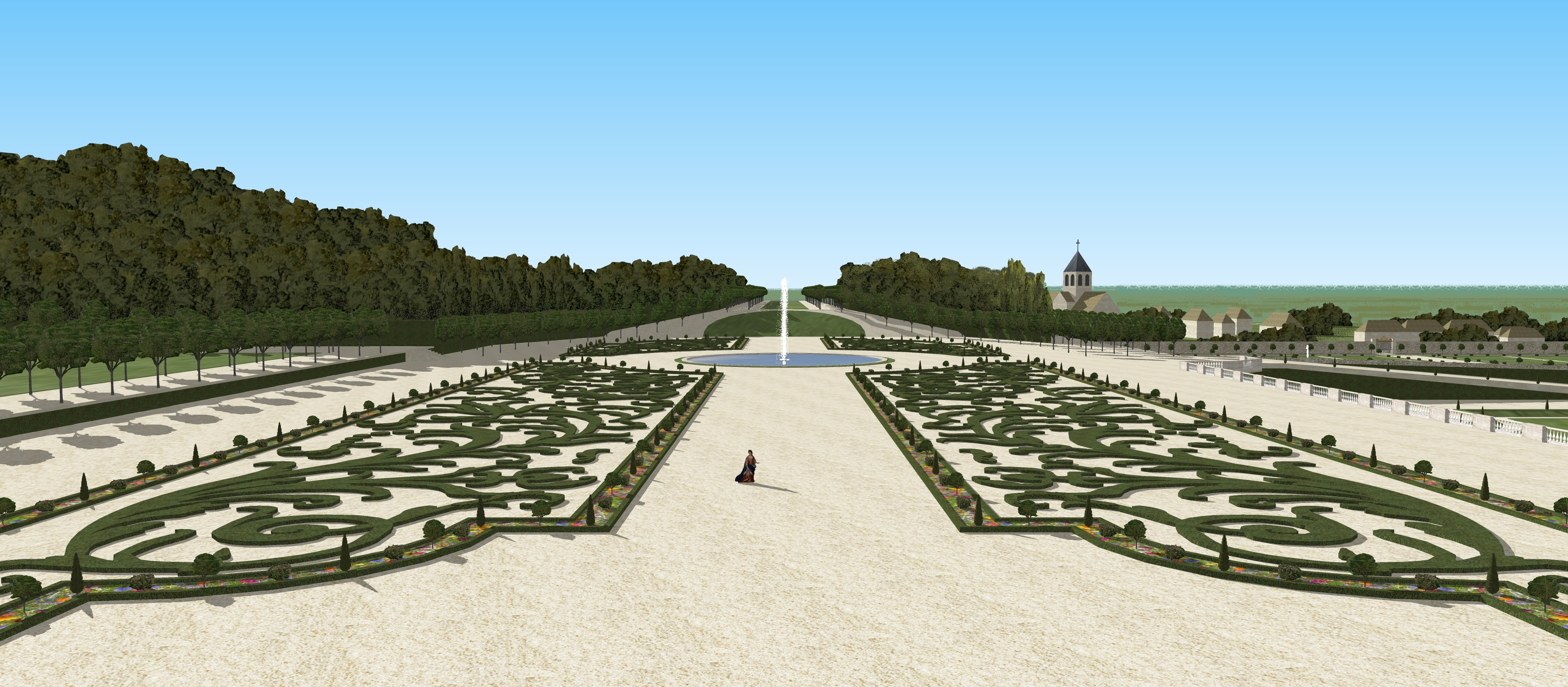
Restitution de la vue sur le parterre du château de Nointel (Oise) depuis le premier étage, fin XVIIe siècle.
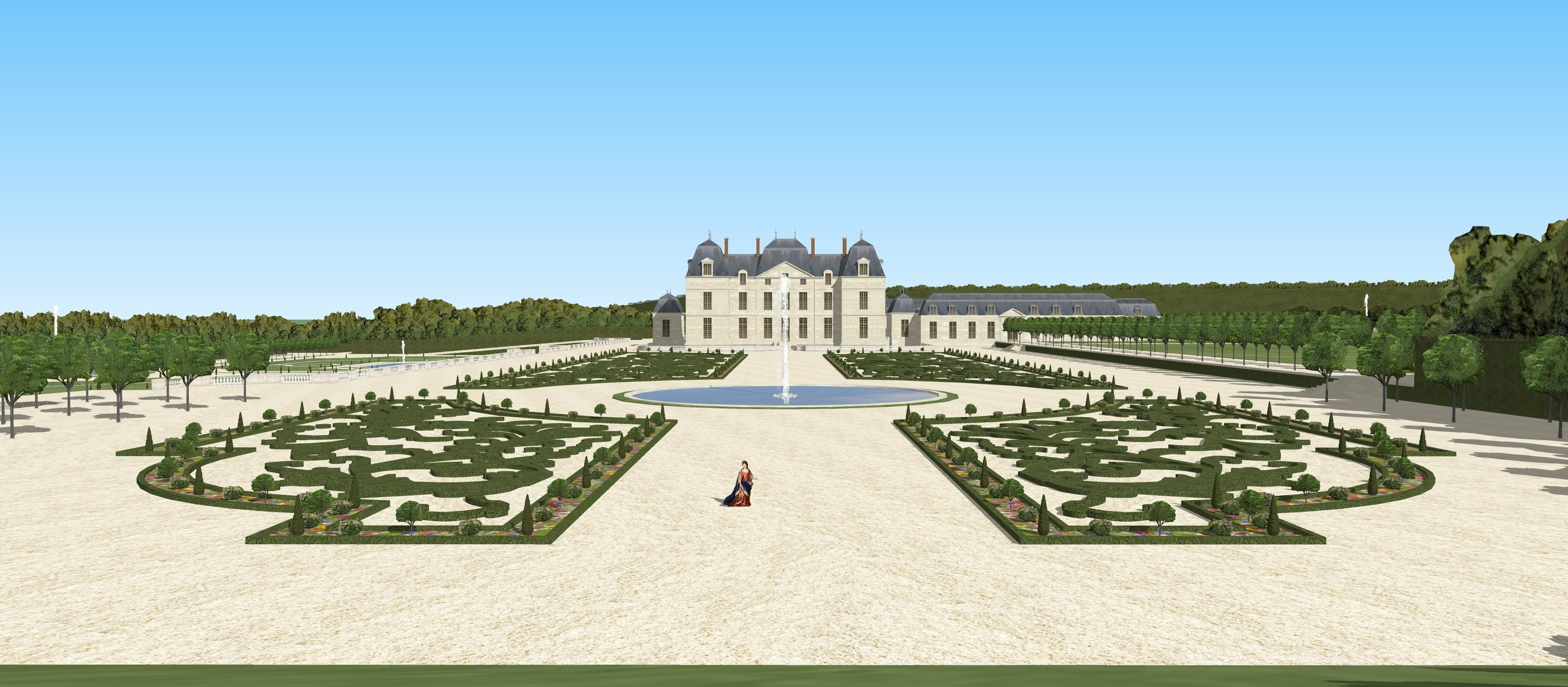
Restitution de la vue sur le château de Nointel (Oise) depuis le bout du parterre, fin XVIIe siècle
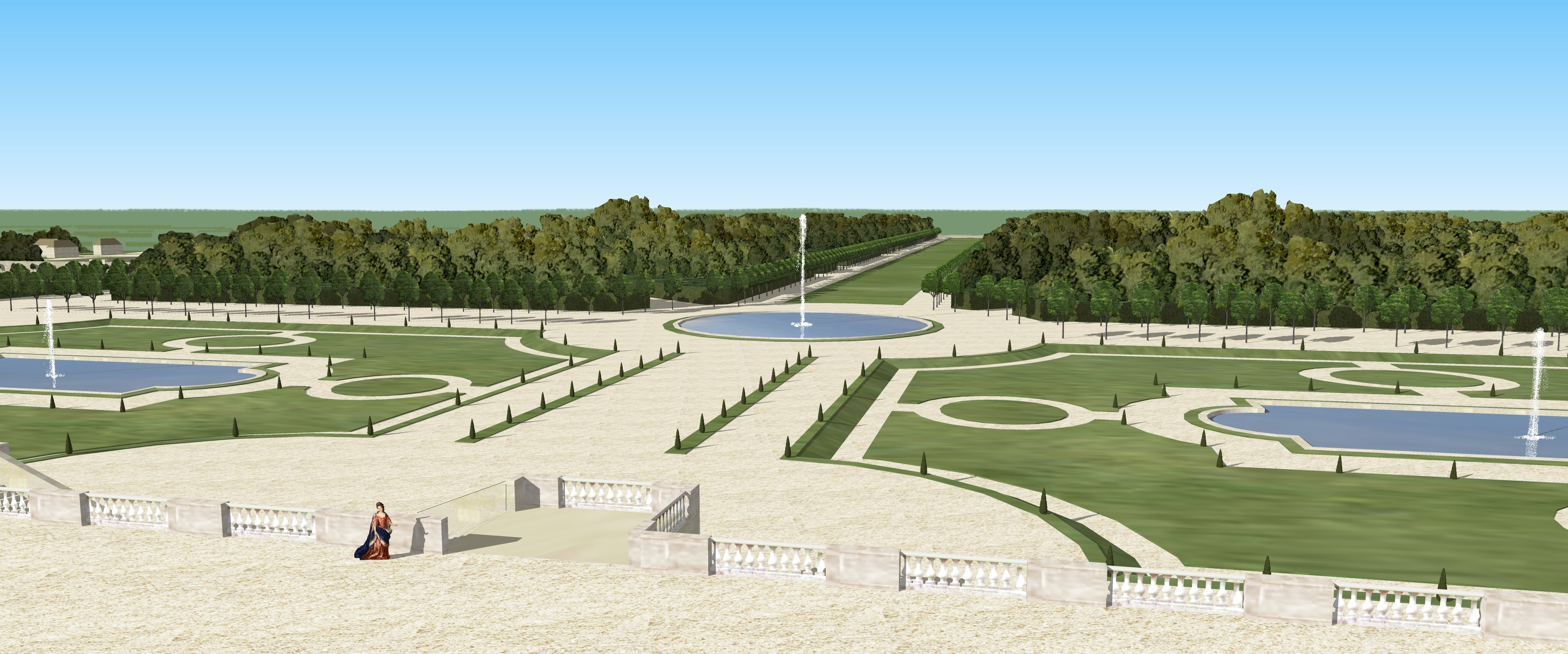
Restitution de la vue sur les boulingrins depuis le premier étage du château de Nointel (Oise), fin XVIIe siècle
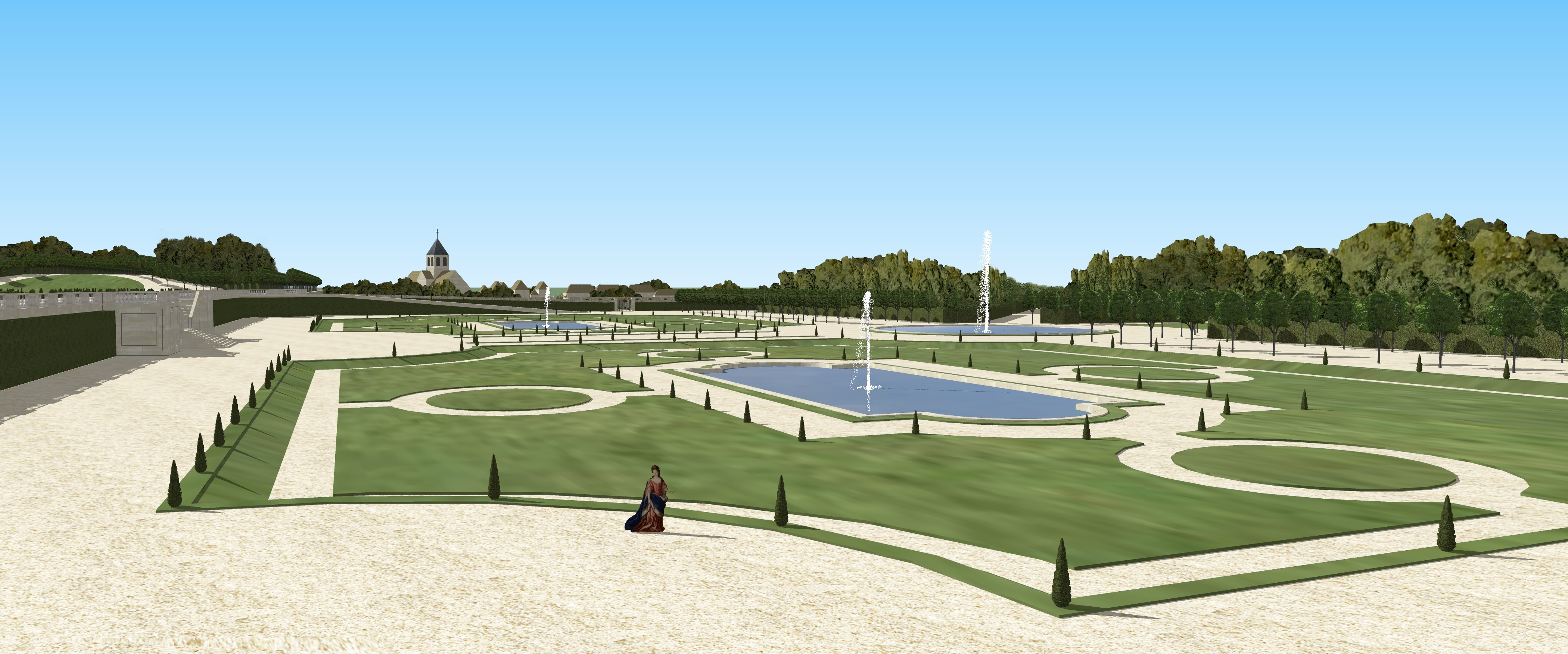
Restitution de la vue sur les boulingrins du château de Nointel (Oise), fin XVIIe, depuis la rampe est.
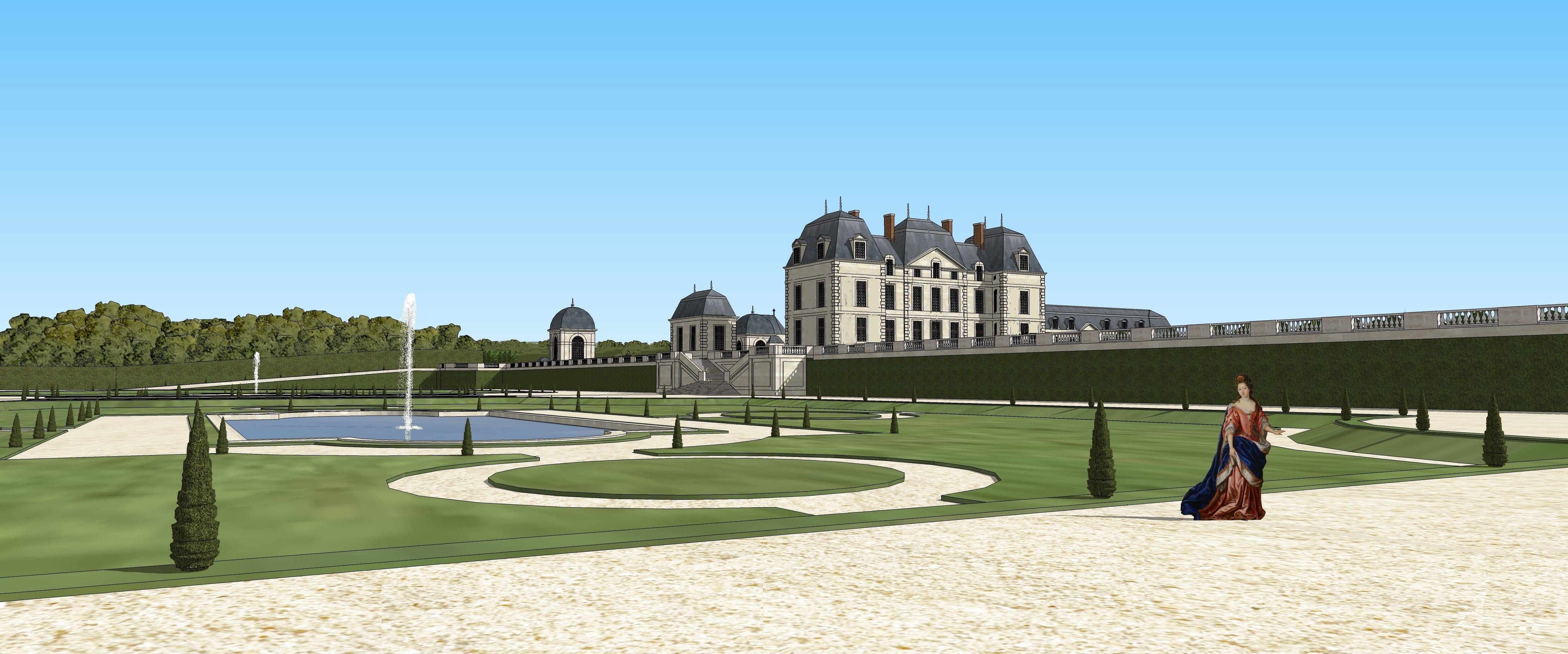
Restitution 3D du château de Nointel (Oise), vue depuis le bas des boulingrins, fin du XVIIe siècle
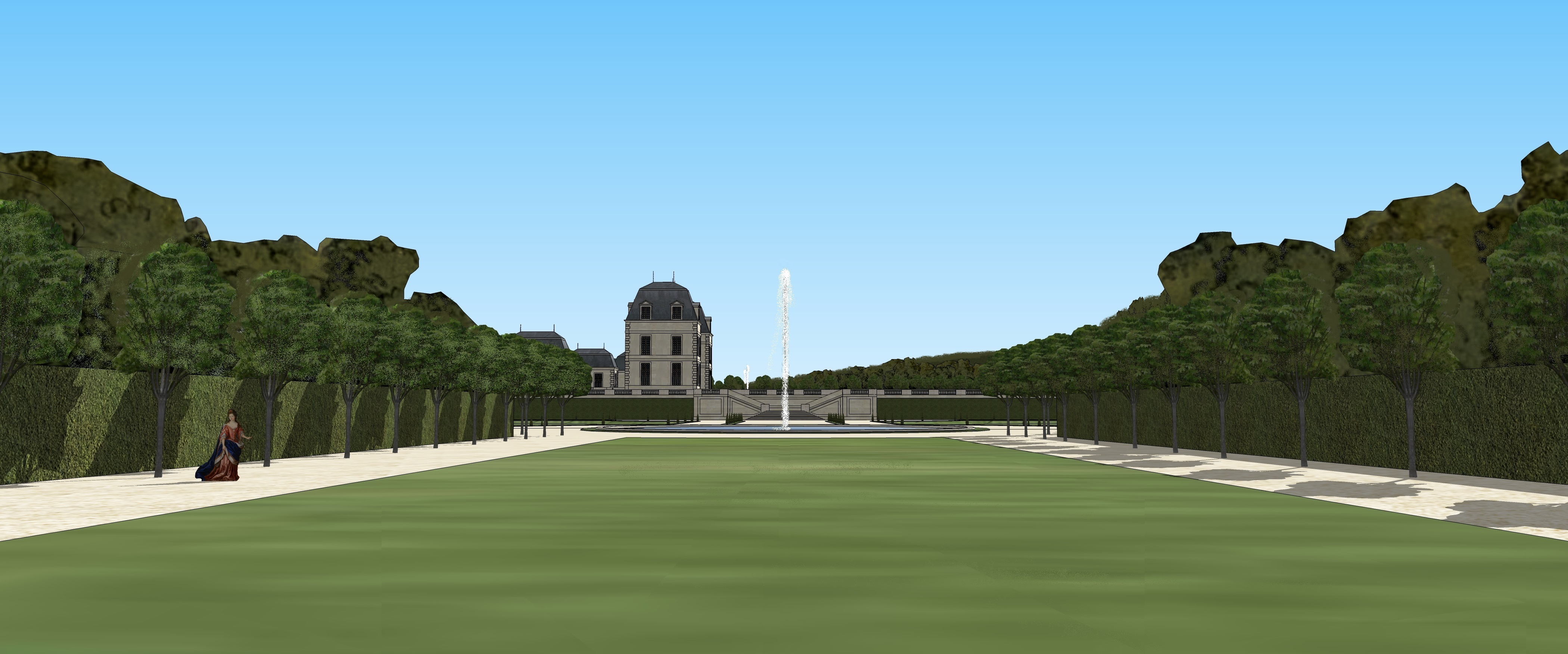
Restitution de la vue depuis le milieu du tapis vert du château de Nointel (Oise), à la fin du XVIIe siècle
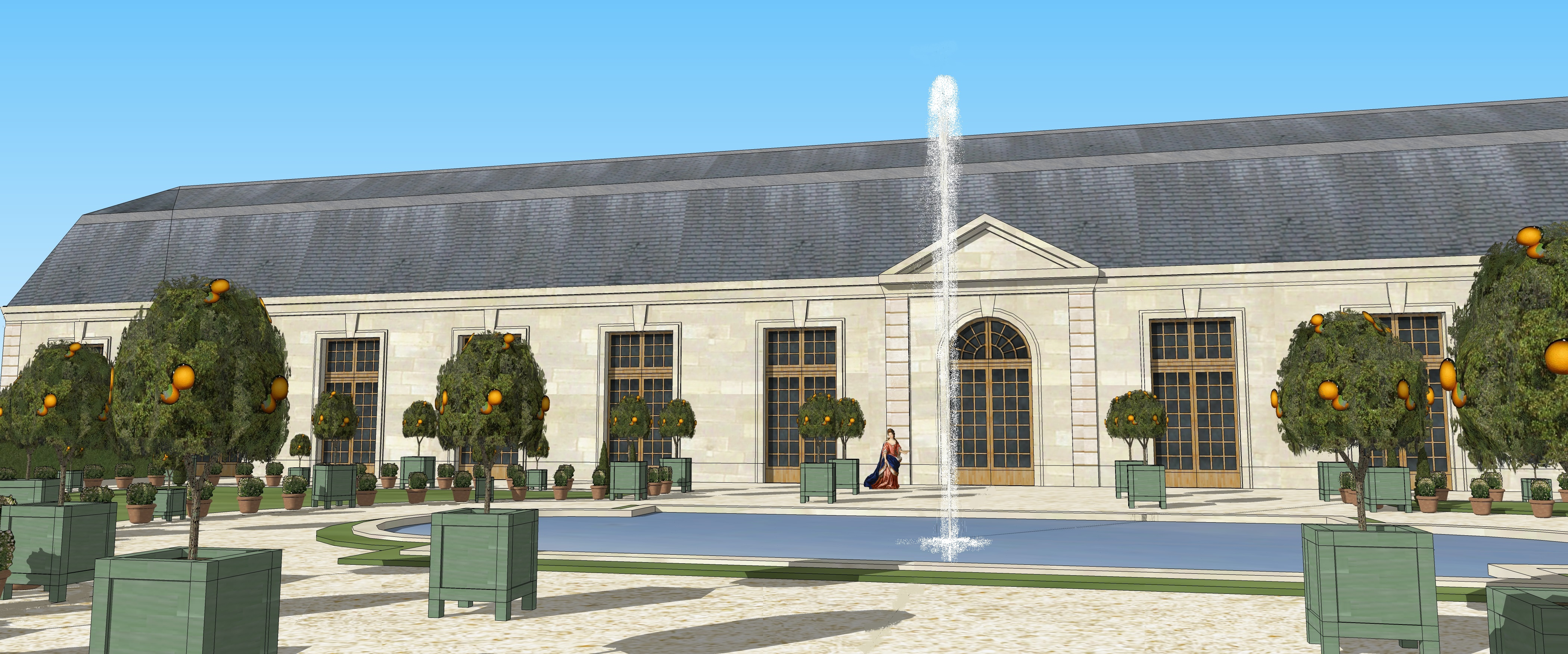
Proposition de restitution de l'Orangerie du château de Nointel (Oise), avec son petit parterre, fin XVIIe siècle
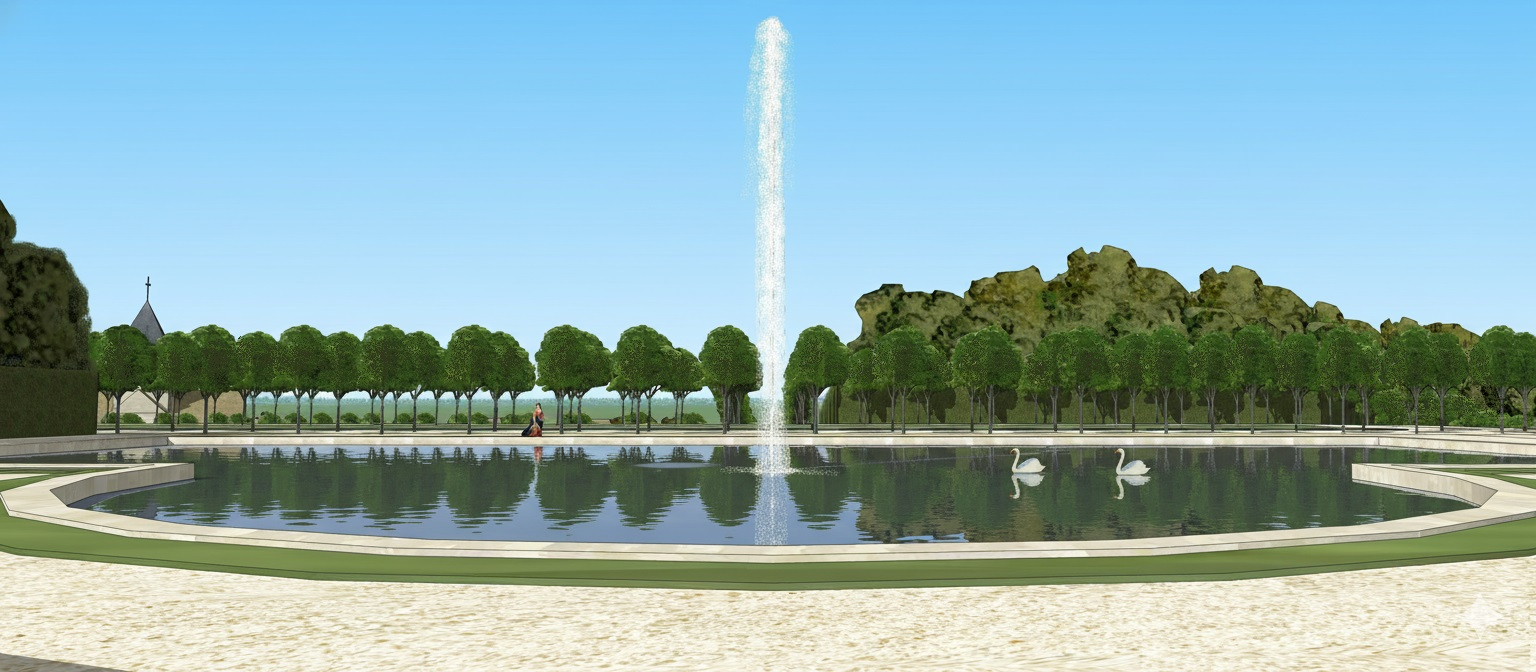
Restitution du bassin du miroir d'eau des jardins du château de Nointel, situé près du bout du grand parterre.